# 欧州戦線における終戦 (第二次世界大戦)

ドイツの降伏を受けて群集にVサインを掲げるウィンストン・チャーチル（ロンドン、1945年5月8日）

この項目では第二次世界大戦の欧州戦線における終戦を記述する。

## イタリアの終戦

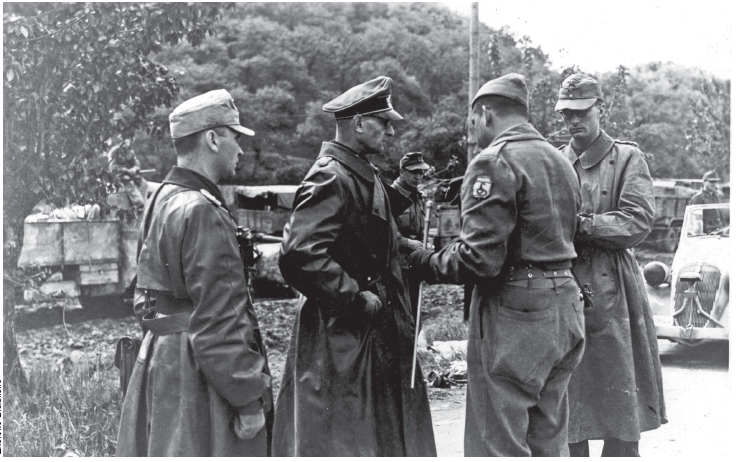
第148歩兵師団の降伏についてブラジル派遣軍と交渉するオットー・フレッター＝ピコ中将（1945年4月29日）

1945年4月にイタリアの戦いは最終局面を迎え、各地にパルチザンが蜂起するなど、ドイツの傀儡政権イタリア社会共和国（RSI）はほぼ崩壊状態にあった。共和ファシスト党書記（党首）アレッサンドロ・パヴォリーニは、テリナ渓谷北側のソンドリオに拠点を移して要塞線を築き（バルテル・ライン）、あくまで抵抗する事を提案したが、すでにテリナ渓谷はパルチザンの手に落ちていた上に、軍も消極的であった。ベニート・ムッソリーニはイタリア本位の解決を目指すとして、4月16日に政府機能をサロからミラノに移すと発表した。駐RSIドイツ大使ルドルフ・ラーンは制止したが、ドイツの影響下から逃れたいムッソリーニは聞き入れず、4月18日にミラノに移った。一方でドイツの親衛隊及び警察高級指導者カール・ヴォルフ親衛隊大将は、駐イタリアドイツ軍、すなわちC軍集団を降伏させるべくアメリカ合衆国の情報機関OSSスイス支局長アレン・ウェルシュ・ダレスと連絡を取っていたが、交渉は停滞していた（クロスワード作戦またはサンライズ作戦）。
4月23日に連合軍がポー川を突破し、勢いづいたパルチザン組織「北イタリア国民解放委員会（CLANI）」は、ミラノのアルフレード・イルデフォンソ・シュスター枢機卿に、4月25日までにドイツ軍の降伏がない限り、全土で武装蜂起を行うと通告した。4月25日には、CLANIの代表とムッソリーニら政府の代表が枢機卿館で会談し、CLANI側は2時間後の即時降伏を要求した。連合軍もミラノに迫っていたため、ムッソリーニらは回答期限を迎える前にスイス国境に近いコモを目指して逃走した。コモに到着したムッソリーニは、スイスへの亡命を希望し、町長を通じて連合軍に伝えたが、ダレスはヴォルフSS大将のみ連行するよう伝えた。しかし、コモからスイスへの道もすでにパルチザンの手に落ちており、進退窮まったムッソリーニは、4月27日にドイツ大使ラーンがいるメラーノに向かって出発したが、パルチザンによってコモ湖付近で捕らえられ、翌28日に即決裁判によって処刑され（ベニート・ムッソリーニの死参照）、国防相ロドルフォ・グラツィアーニ元帥と空軍総司令官ルッジェーロ・ボノミ准将もコモで降伏し、RSIは消滅した。
ミラノのC軍集団司令部は、連合軍との降伏交渉を再開し、4月29日に5月2日正午（グリニッジ標準時）を期限とする降伏が合意された。西方総軍司令官アルベルト・ケッセルリンク元帥は、独断で降伏を決めたとしてC軍集団司令官ハインリヒ・フォン・フィーティングホフ大将を罷免し、G軍集団司令官フリードリヒ・シュルツ大将を新司令官に任命した。しかしC軍集団参謀長ハンス・レッティガー大将は、シュルツ大将を軟禁し、C軍集団指揮下の第10軍と第14軍に停戦を命令した。しかし両軍司令官が強硬手段に反対したため、レッティガー大将はシュルツ大将を解放して、説得する方針に切り替えた。シュルツ大将はドイツ新政府の抗戦方針を聞いていたため降伏に慎重であったが、
連合軍司令部 (ヨーロッパ戦線)のハロルド・アレクサンダー元帥から、C軍集団が合意どおり降伏するか、一時間以内に回答を求める通告が行われた。これを受けて第10軍と第14軍は独断で降伏し、5月2日午前4時30分にはヴォルフSS大将の説得を受けたケッセルリンク元帥も、C軍集団の降伏に同意した。5月4日には正式にC軍集団の降伏が行われ、イタリア戦線における戦いは終結した。

## ドイツの降伏

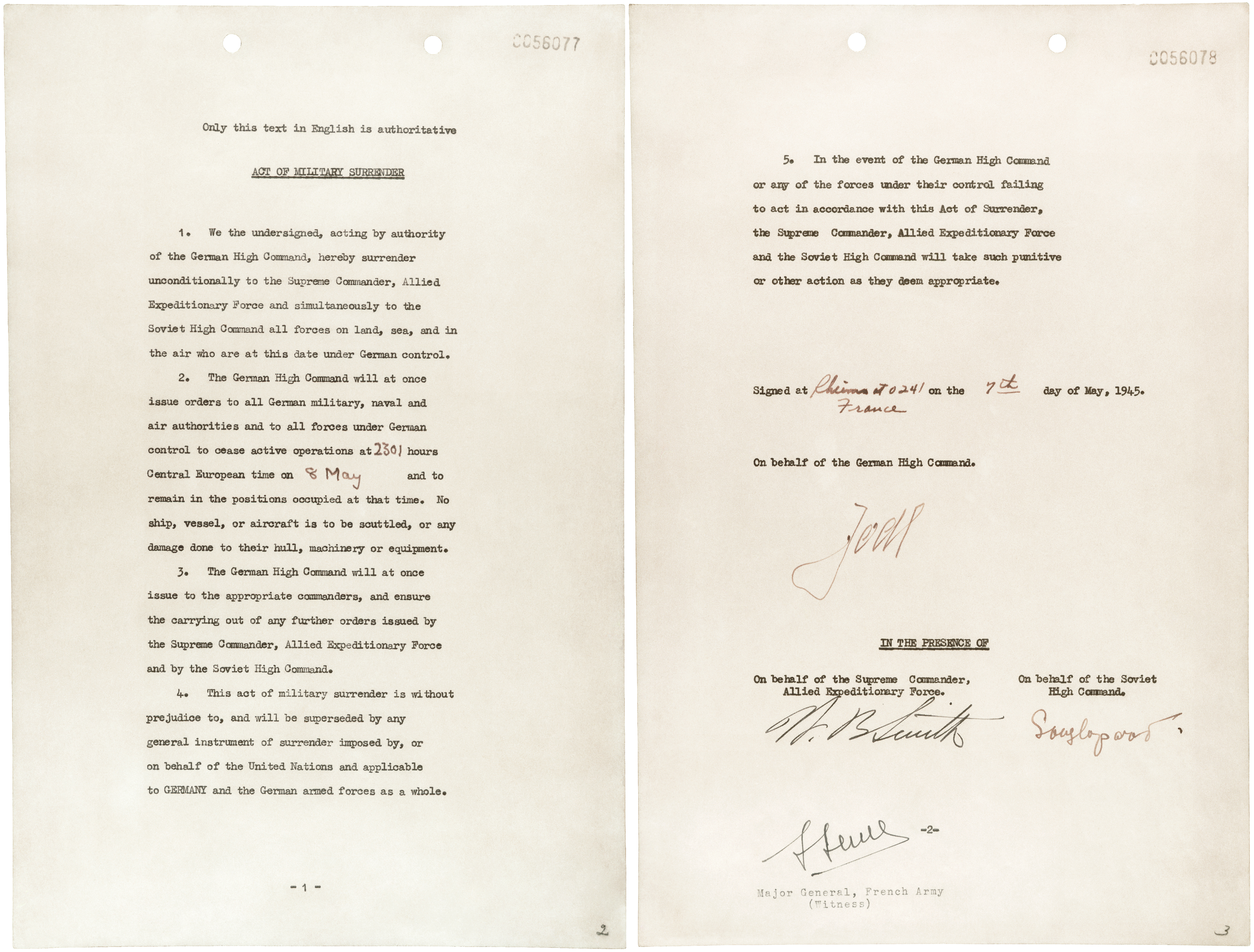
ランスで調印されたドイツ軍の降伏文書。

ベルリンの戦いの末期に当たる、1945年4月30日にナチス・ドイツ総統アドルフ・ヒトラーは総統地下壕で自殺した（アドルフ・ヒトラーの死）。海軍総司令官カール・デーニッツ元帥が大統領に指名され、新たな政府を組織した（フレンスブルク政府）。デーニッツは連合軍への降伏は不可避であると考えていたが、できるだけ赤軍ではなく米英に将兵を降伏させたいと考えていた。このため、デーニッツは各軍の降伏タイミングを熟考していた。5月2日にはC軍集団の降伏を決断したケッセルリンク元帥が、E軍集団とG軍集団の降伏をデーニッツに求めたが、赤軍に近いとして降伏を拒絶している。
一方で各軍の降伏は相次ぎ、5月2日にはヴァイクセル軍集団指揮下の第3装甲軍と第21軍、5月3日には第12軍が降伏した。これを受けてデーニッツもG軍集団を降伏させるようケッセルリンクに伝えた。
5月4日は「西部戦線降伏の日」となり、ハンス＝ゲオルク・フォン・フリーデブルク海軍大将がオランダ・デンマーク・北ドイツの全艦艇が無条件降伏し、5月5日午前8時（英国夏時間）に停戦する文書に調印した。この際フリーデブルク大将と会見したイギリス軍のバーナード・モントゴメリー元帥は、ソ連戦線内のドイツ軍将兵が米英軍に投降する事は認めないが、投降してきた捕虜をソ連に引き渡す事はないと告げた。デーニッツはこれを米英が対ソ連のためにドイツ軍を必要としている証拠だと考えた。そして米英軍に対し、ドイツ軍の全面降伏が困難なので個別降伏が可能になるよう交渉した。
5月5日にはG軍集団が正式に降伏したが、アイゼンハワーはドイツの西部戦線での個別降伏は受け入れがたいものとして、5月5日午後、フリーデブルクに対して、即座の無条件降伏とドイツ軍の各部隊は現在位置にとどまって、兵器を連合軍に引き渡すよう要求した。5月6日、デーニッツはドイツ国防軍最高司令部作戦部長アルフレート・ヨードル大将をランスにあった連合国遠征軍最高司令部（SHAEF）に派遣し、ドイツ軍将兵を米英戦線に降伏させるための交渉に当たらせた。「もっともタフな折衝家」と論評されたヨードルの交渉の結果、スミスはドイツ側へ48時間の猶予を与えることに合意した。

### 降伏
5月7日0時15分、ヨードルの連絡を受けたデーニッツはドイツ軍全軍の降伏を決意し、ドイツ国防軍最高司令部長官ヴィルヘルム・カイテル元帥名でヨードルに降伏文書調印の権限を与えた。また同時に西方総軍とその指揮下にある中央軍集団、南方軍集団、E軍集団に対して西への脱出を命令した。
中央ヨーロッパ時間午前1時41分（英国夏時間午前2時41分）、連合国軍総司令官ドワイト・D・アイゼンハワー元帥とヨードル大将は無条件降伏文書に調印した。調印に立ち会ったのはドイツ軍側はフォン・フリーデブルク大将、ヴィルヘルム・オクセニウス少佐。連合国軍はウォルター・ベデル・スミス将軍、ソ連側はイワン・ススロパロフ大将、フランス軍はフランソワ・セベス少将だった。文書での停戦発効時間は中央ヨーロッパ時間で5月8日23時01分となっていた。文書にはソ連代表のイワン・ススロパロフ大将が証人として署名している。正式な降伏文書調印はここで成立した。イギリスは当時英国夏時間をとっていたため、停戦時間は5月9日0時01分にあたる。また、文書にはドイツ軍は即座に移動を停止し、現在地点にとどまることが明記されていた。5月7日午後0時45分、シュヴェリーン・フォン・クロージクはラジオ放送でドイツの無条件降伏を放送した
しかし連合国側は第一次世界大戦の講和がドイツ国民に受け入れられず、「背後の一突き」伝説を生み出してナチ党の台頭を招いたのを繰り返すことを危惧していた。このため連合国は戦場での降伏文書だけでは足らず、批准文書が必要であると考えた。この調印を行う人物は、三軍の最高指揮権を持つ人物、即ち国防軍最高司令部総長のカイテル元帥でなければならないと考えられていた。ソ連側は調印式にアイゼンハワー元帥の参加を要請したが、アイゼンハワーは代理として副司令官でイギリスのアーサー・テッダー元帥を派遣した。また、別の文献によればスターリンから降伏文書の文面が事前に合意したものではないと抗議があったためともされる。

### 降伏文書の批准

ソ連に対する降伏文書に署名するカイテル元帥

5月8日、ベルリン市内のカルルスホルストにおかれた赤軍司令部（国防軍の工兵学校兵舎を利用した）に、カイテル元帥らドイツ代表が到着した。調印式は同日正午すぎに予定されていたが、夜半までずれ込んだ。これは調印文書をロシア語に訳するのに時間がかかったという技術的理由があったからという説と、連合軍側証人として参加する予定だったフランス代表のジャン・ド・ラトル・ド・タシニ大将が、正式代表として調印に参加する事を要求したためであったという説、調印式の手順、席順、調印文書の文面の合意について時間がかかった説がある。第二の説では、証人の署名欄を代表のすぐ下にして準代表としての形を整える事でラトル・ド・タシニも承諾したとされる。

停戦時間を過ぎた午後11時から、赤軍のゲオルギー・ジューコフ元帥とテッダー元帥、そして国防軍のカイテル元帥が降伏文書に調印した。連合軍側証人としてはラトル・ド・タシニ大将のほか、アメリカ陸軍航空軍のカール・スパーツ大将が副署している。調印時間はベルリン時間5月9日午前0時15分、西ヨーロッパ夏時間では5月8日午後11時15分、モスクワ夏時間では5月9日午前2時15分、調印式が終わったのはベルリン時間で午前0時43分であった。ロシアをはじめウクライナ、ベラルーシなど旧ソ連諸国では5月9日が対独戦勝記念日となっている。

## デーニッツの主張

情報漏洩によってアメリカ財務長官モーゲンソウによる草案はドイツを混乱させた

1944年1月、ドイツはイギリスのエクリプス作戦の情報を入手していた。ヤルタ会談でフランスが加わる以前のイギリス、アメリカ、ソビエト連邦による無条件降伏後の分割統治を示し、ドイツを農業国とする強硬論（モーゲンソー案）が盛られ、示された条件が厳しかったことからドイツ国内の政治的不和はそれ相応に大きかった。

### 部分降伏の試行
デーニッツは4月10日にヒトラーから北部ドイツの指揮権を移譲され、22日にホルシュタインのプレーンに移動した。民間企業や政治機構との調整、東部からの難民を誘導する中、ハンブルクのカウフマンが4月中旬からイギリス軍への単独降伏を試みていることを知り、説得にあたった。東プロイセン、西プロイセン、ポンメルンの難民を収容するためには広大な地域が必要であり、ロシアの占領区域になるメクレンブルク州は期待できず、シュレースヴィヒ＝ホルシュタイン州がイギリスの手に渡ればその地域への陸路誘導のみならず、キール軍港を差し押さえられ、海路での難民輸送にも支障があった。イギリス軍が難民の収容に協力的な態度をとるか、デーニッツにはわからなかった。クレーマー海軍少佐に潜水艦部隊の乗組員を急造の陸戦隊編成を命じ、ハンブルクのヴォルツ陸軍少将指揮下に入った。4月18日から20日の戦闘でイギリス軍の戦車部隊を損害を与え、その後の降伏に至るまでハンブルクの直接攻撃は免れた
5月1日、デーニッツは国防軍へ以下の布告を行った。「後継者指名を受け、東部方面で戦闘中の部隊およびドイツ国民の奴隷化、殲滅を救うまでボルシュヴィズムに対する戦いを続ける意思も持って、国防軍の指揮権を引き受けるものである。イギリスおよびアメリカがこれを妨げるか妨げる間は彼らと戦い続ければならない。」 
デーニッツによればカイテルとヨードルからケッセルリンク元帥隷下の南西軍集団はイタリアで解散中との報告を受けたと記している。また、シェルナー（シュルツ）の中央軍集団の撤退を提案したが、カイテルとヨードルは即時撤退には反対し、その理由として陣地の放棄はロシア軍の急襲突破を受けて中央軍集団が崩壊するとした。東部から軍と住民を西へ引き揚げるためには8日から10日を要し、ロシアに妨害されるところから公然と行うことはできないが、イギリス、アメリカに「全面降伏」し、ロシアに対する降伏は引き伸ばさなければならないとした。
2日になるとイギリス軍がラウエンブルクのエルベ川東岸に築いた橋頭堡から攻勢に出て、リューベックまで進撃。アメリカ軍はその南でエルベ川を渡り、ヴィスマールまで進撃したと報告があった。デーニッツは難民がシュレースヴィヒ・ホルシュタインへと逃れる道が絶たれたため、フリーデブルクに降伏交渉の準備を命じた。これに海軍のワグナー少将と陸軍のキンツェル将軍を随行させ、モンゴメリーの司令部が所在するハンブルクに向かった。一方でデーニッツも空襲を受けながら、プレーンからフレンスブルク郊外のミュールヴィクに司令部を移した。。
3日、モンゴメリーはフリーデブルクの到着とその任務を知るや発進準備の爆撃機を引き留めた。デーニッツの下には高官や司令官が訪れ、中央軍集団からシェルナー（シュルツ）の代理でフォン・ナツメーア中将が訪れ、ズデーテンの陣地を放棄すれば中央軍集団が崩壊を招くため降伏できないことを伝え、デーニッツはアメリカ戦線への速やかな移動が必要であると撤退準備を命じた。ボヘミア・モラヴィア護民官フランクはチェコスロヴァキアの情勢が不安定化している危機を伝え、デーニッツは政治家を通じてアメリカに降伏と占領を申し入れるよう提案した。オランダのザイス・インクワルトには部分降伏を試みるよう申し合わせたが、杞憂だった。翌日、モンゴメリーとの交渉で降伏にオランダが含まれていた。デンマークの全権大使ベスト博士は継戦に反対で、リンデマン大将は戦闘継続が可能だと主張したため、市民との摩擦を避けるよう伝えた。デンマークもまた翌日に解決した。
ノルウェーはオランダ、デンマークの状況と違った。国家委員会テルボーフェン、ベーメ砲兵大将と共にヒムラーが現れ、ノルウェーの降伏はスウェーデンに申し入れることを提案された。ヒムラーは以前からシュレンベルクを通じてスウェーデンに打診していたばかりか、スウェーデンがドイツ軍の抑留をすでに内諾していた。しかし、スウェーデンに抑留された場合、圧力を受けたスウェーデンがロシアに引き渡さないという保証がないため、デーニッツはイギリスの暗黙か確かな了承なしにはいかなる取り決めの権利を与えないと申し渡した。南部のケッセルリンクから2日にフィーティングホフ中将の南西方面軍集団が行った降伏をケッセルリンクが保証し、彼自身の隷下にある南東方向軍がアメリカ軍へ降伏交渉の許可を求める無電が届いた。デーニッツは即座に許可を出した。

### 署名後の動き

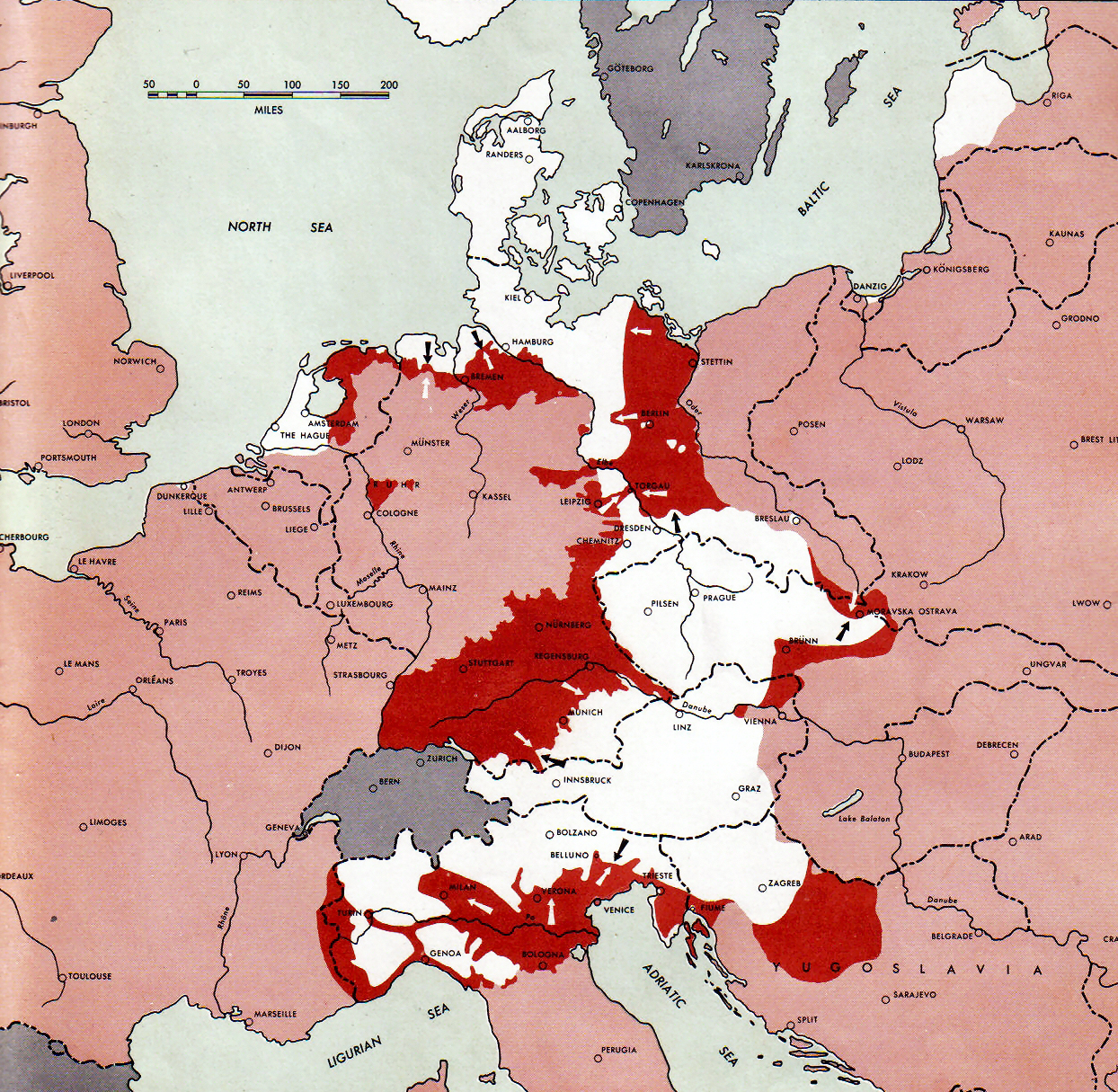
5月1日、連合国の占領地と戦闘地域

7日の交渉でアイゼンハワーは部分降伏を拒絶し、無条件降伏を求めた。これには東部から目下難民を移送中の艦艇も含まれた。アイゼンハワーは1日にデーニッツが行った声明に対し、「アメリカと同盟国ロシアの間に楔を打ち込み、両者の仲を裂こうとするナチ流のトリックである」とラジオで放送した。デーニッツはアイゼンハワーが最後にとった作戦行動は、現在起こりつつある世界政治の転機に対して無思慮と批判した。アメリカ軍はエルベ川河畔で停止し、東部ドイツのロシア軍による占領を許した。
アイゼンハワーの参謀長ベデル・スミスの取り成しもあって、ヨードルが通信系統の破壊によって末端部隊まで連絡に時間がかかることを説明し、2日の猶予を得た。しかし、その条件が即時署名が前提とされ、7日のうちに署名すれば、9日0時に一切の行動を最終的に停止することになるが、48時間では部隊と難民の救出には時間が足りなかった。一方で、これを承諾しなければ、ドイツ側の混乱と軍民の喪失がさらに増すばかりで得るところは何もないと判断し、デーニッツは夜半1時過ぎに全面降伏の権限を付与する無電を発した。レンドリック上級大将の南方軍集団はアメリカ軍の背後に逃げ込んだが、レール上級大将の状況は悪かった。彼の南東方向軍は9日の時点でイギリス、アメリカ軍の陣地まで2、3日の距離があった。レール上級大将はユーゴスラビアと交渉してロシアから逃れるすべを模索したが、戦後、1万人がチトー政権下のユーゴスラビア捕虜収容所で死亡した。
ギャバン将軍のアメリカ空挺部隊がメクレンブルクを占領し、ヴァイクセル軍集団の撤退を許可したが、両軍の境界線で混乱が生じ、難民の多くがロシア軍に捕まるのを防げなかった。ヴェンク将軍の第12軍はベルリン救援に向かってポツダムまで達し、ブッセ将軍の第9軍とポツダム防衛部隊を救った。また、これらの将兵はエルベ川を超えてアメリカ軍の陣地で降伏することが許されたが、難民は禁じられたため、少数の密航者を除いてほとんどの難民がロシア軍の手に落ちた。シェルナー軍集団はいっそう状況が悪かった。アメリカ軍の陣地に辿り着いたものの、エルベ川渡河を許されず、武力をもって制圧され、ロシア軍に引き渡された。
バルト海方面では陸路をロシア軍に遮断され、海軍の艦艇によって1月23日から5月8日までクールラント、東プロイセン、西プロイセン、ポンメルン、メクレンブルクなどから海路で救出された（ハンニバル作戦）。イギリス、アメリカ軍の航空攻撃、ロシア軍の高速艦艇や潜水艦との戦いながら行われ、輸送船ヴィルヘルム・グストロフ、ゴヤ、病院船シュトイベンが犠牲となりながら、将兵、難民合わせて220万4477名が東部から脱出した。船腹不足とリエパヤ港の桟橋不備によりクールラント軍集団は一部しか救出できなかった。

## 戦争状態の終結

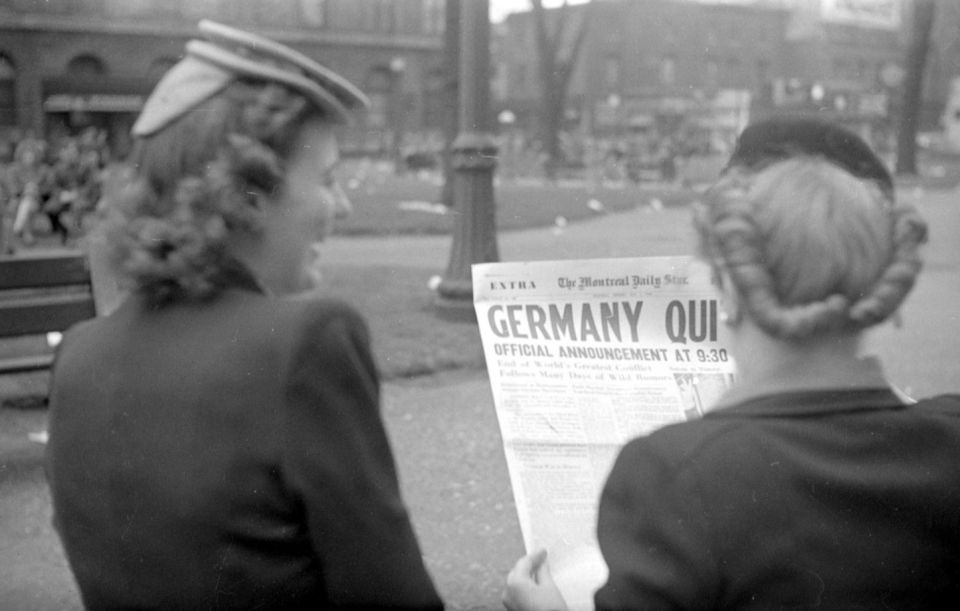
ドイツの降伏を一面で伝える新聞を読むモントリオール市民（1945年5月7日）

6月5日には連合国軍によってベルリン宣言が発令され、ドイツの中央政府消滅と米英仏ソ四国による主権掌握が発表された。しかし1948年に西側連合国占領区域ではドイツ連邦共和国（西ドイツ）、ソ連占領地域ではドイツ民主共和国（東ドイツ）が発足した。その後1951年7月9日と7月13日にはイギリスとフランスが、10月24日にはアメリカがドイツとの戦争状態終結を宣言した。1955年1月25日にはソ連がドイツとの戦争状態終結を宣言している。また1955年5月5日のパリ協定発効により、西ドイツは主権を回復した。

## その他各地の終戦
5月4日にはフリーデブルク大将の降伏交渉後に、オランダ、ベルギーに展開していたヨハネス・ブラスコヴィッツH軍集団司令官が降伏した。
5月7日にはノルウェー駐留の第20山岳軍司令官フランツ・ベーメ大将が降伏した。5月8日、ドイツの降伏が批准されると、チャンネル諸島など各地のドイツ軍も降伏した。5月13日、ソ連軍はすべての進撃を停止した。5月23日にはデーニッツらフレンスブルク政府の閣僚が逮捕され、政府は消滅した。

### チェコ
5月5日にはプラハでプラハ蜂起が発生し、ドイツ軍との間で戦闘が始まった。翌日にはソ連軍も到着しプラハの戦いが始まった。5月7日にはザクセン大管区指導者マルティン・ムッチュマン、5月9日に中央軍集団司令官フェルディナント・シェルナー元帥が逃亡し、チェコ付近の指揮系統が崩壊した。同日、ソ連軍はプラハを占領したが、一部の残存兵は5月11日まで戦闘を続けた。

### 最後の戦闘
5月14日、スロベニアのポリャーナ（en:Poljana, Prevalje）付近でユーゴスラビアのパルチザンとドイツ国防軍・クロアチア独立国軍・スロベニア郷土防衛軍・モンテネグロ人民軍の間で戦闘が起こった（ポリャーナの戦い）。5月15日にドイツ軍らは降伏し、戦闘は終結した。
5月20日、オランダのテッセル島にカナダ軍が到着、ドイツ軍の武装解除にあたる。この島では4月5日にドイツ軍に所属していたグルジア人兵士が反乱を起こしていたが、ドイツ降伏後もグルジア人とドイツ軍との戦闘が続いていた（テッセルのグルジア人捕虜蜂起参照）。テッセル島はしばしば「ヨーロッパの最後の戦場」と呼ばれている。
ノルウェーのスヴァールバル諸島北東島には、1944年9月からドイツ海軍所属の気象観測隊が駐留していた（ハウデーゲン作戦）。本国からの指示もなく、また周囲に連合国軍部隊が展開していなかったこともあり、ハウデーゲン観測隊は敗戦後の1945年9月4日まで任務を継続していた。降伏した相手はアザラシ狩りの漁船であり、この際に戦闘は起きていない。
ウクライナやバルト三国では進駐して来たソ連軍への抵抗と戦闘が1950年代まで続いた（ウクライナ蜂起軍・森の兄弟など）。

## 平和条約

### ドイツ以外
ドイツ以外の枢軸国（イタリア、ルーマニア、フィンランド、ブルガリア、ハンガリー）と連合国は、1947年2月10日に平和条約としてパリ条約を締結した。

### ドイツ
ドイツに関しては、戦争状態の終結は成されたが、長らく平和条約は結ばれなかった。平和条約に相当するものとしてドイツ再統一に関する統一条約が調印された後の1990年9月12日にドイツ最終規定条約が調印された。1991年3月15日に発効している。